# 圆柱叶灯心草
圆柱叶灯心草（学名：Juncus prismatocarpus subsp. teretifolius）为灯心草科灯心草属笄石菖的亚种，该亚种有时干后稍压扁，具明显的完全横隔膜，单管；植株常较高大。分布在中国大陆的浙江、广东、江苏、西藏、云南等地，生长于海拔2,940米的地区，一般生于山坡林下、灌丛及沟谷水旁湿润处，目前尚未由人工引种栽培。